# Carmichael (Familienname)
Carmichael ist ein englischer Familienname.

## Namensträger
- Albert A. Carmichael (1895–1952), US-amerikanischer Politiker
- Alexander Carmichael (1832–1912), schottischer Autor und Volkskundler
- Alistair Carmichael (* 1965), schottischer Politiker
- Ambrose Carmichael (1866–1953), australischer Politiker
- Amy Carmichael (1867–1951), britische Missionarin und Autorin
- Archibald Hill Carmichael (1864–1947), US-amerikanischer Politiker
- Bob Carmichael (1940–2003), australischer Tennisspieler
- Bob Carmichael (Kameramann) (* 1947/48), US-amerikanischer Kameramann, Regisseur und Produzent
- Bronte Carmichael (* 2010), britische Schauspielerin
- Caitlin Carmichael (* 2004), US-amerikanische Schauspielerin und Synchronsprecherin
- Chelsea Carmichael (* ≈1992), britische Jazzmusikerin
- Chris Carmichael (* 1961), US-amerikanischer Radsport-Trainer
- Claire Carmichael (* 1940), australische Schriftstellerin
- Dan Carmichael (* 1990), schottischer Fußballspieler
- Emily Carmichael (Schriftstellerin) (* 1947), US-amerikanische Schriftstellerin
- Emily Carmichael (Regisseurin) (* 1982), US-amerikanische Regisseurin und Drehbuchautorin
- Franklin Carmichael (1890–1945), kanadischer Maler
- Gershom Carmichael (~1672–1729), schottischer Philosoph
- Harold Carmichael (* 1949), US-amerikanischer American-Football-Spieler
- Hoagy Carmichael (1899–1981), US-amerikanischer Komponist, Pianist, Schauspieler und Sänger
- Howard Carmichael (* 1950), neuseeländischer Physiker
- Ian Carmichael (Schauspieler) (1920–2010), britischer Schauspieler
- Ian S. E. Carmichael (1930–2011), britisch-US-amerikanischer Geologe und Geochemiker
- Jerrod Carmichael (* 1987), US-amerikanischer Komiker, Schauspieler, Drehbuchautor und Regisseur
- Jesse Carmichael (* 1979), US-amerikanischer Keyboarder
- Joel Carmichael (1915–2006), US-amerikanischer Sachbuchautor und Übersetzer
- John Carmichael (* 1930), australischer Pianist und Komponist
- Katy Carmichael (* 1971), britische Schauspielerin
- Laura Carmichael (* 1986), britische Schauspielerin
- Leonard Carmichael (1898–1973), US-amerikanischer Psychologe
- Lindsey Carmichael (* 1985), US-amerikanische Bogenschützin
- Malcolm Carmichael (* 1955), britischer Ruderer
- Mary Grant Carmichael (1851–1935), englische Komponistin und Pianistin
- Matt Carmichael (* 1999), britischer Jazzmusiker
- Neil Carmichael, Baron Carmichael of Kelvingrove (1921–2001), britischer Politiker
- Nelson Carmichael (* 1965), US-amerikanischer Freestyle-Skier
- Phillip Carmichael (1884–1973), australischer Rugby-Union-Spieler
- Richard Bennett Carmichael (1807–1884), US-amerikanischer Politiker
- Ricky Carmichael (* 1979), US-amerikanischer Motocrossfahrer
- Robert Carmichael (Fußballspieler) (1885–nach 1912), schottischer Fußballspieler
- Robert Carmichael (1940–2003), australischer Tennisspieler; siehe Bob Carmichael
- Robert Carmichael (* 1947/48), US-amerikanischer Kameramann, Regisseur und Produzent, siehe Bob Carmichael (Kameramann)
- Robert Daniel Carmichael (1879–1967), US-amerikanischer Mathematiker
- Sandy Carmichael (1944–2021), schottischer Rugby-Union-Spieler
- Sarah Carmichael Harrell (1844–1929), US-amerikanische Pädagogin und Reformerin
- Stokely Carmichael (1941–1998), US-amerikanischer Bürgerrechtler
- Thomas Gibson-Carmichael, 1. Baron Carmichael (1859–1926), britischer Politiker, Gouverneur von Madras, Bengalen und Victoria
- Urban Carmichael (1952–2006), britischer Komiker
- William Carmichael († 1795), US-amerikanischer Politiker und Diplomat